# Qabdat Al-Ahrar
 (juillet 2025).
 (mars 2024).
Qabdat Al-Ahrar (en arabe : قبضة الأحرار) est une série dramatique palestinienne qui se distingue par la présentation d’histoires réelles survenues dans la bande de Gaza. La série est composée de 30 épisodes, chacun d’une durée de 40 minutes, et chaque épisode raconte une histoire spécifique,.

## Histoire de la série
La série s’appuie sur des histoires vraies qui mettent en lumière ce qu’on appelle le « combat des cerveaux » entre la résistance et les services de renseignement de l’occupation israélienne[non neutre]. Elle reconstitue une histoire réelle qui s’est déroulée à l’est de la province de Khan Younès, dans le sud de la bande de Gaza, trois ans auparavant.
Elle aborde les tentatives du sionisme moderne[non neutre] de pénétrer la bande de Gaza en infiltrant certains agents arabes et espions du service de sécurité intérieure israélien Shin Bet dans l'enclave pour exécuter diverses missions allant de l’assassinat à la surveillance et à l’espionnage,,.

## Production
Aucun acteur n'est israélien, même ceux incarnant les responsables des services israéliens. Ils sont joués par des acteurs palestiniens costumés et les scènes censées se dérouler dans les bureaux du renseignement israélien sont tournées dans des pièces reconstituées, le plus proche possible de la réalité.

## Diffusion
La série Qabdat Al-Ahrar est diffusée sur plusieurs chaînes et plateformes, et reçoit plusieurs prix en Palestine et en Algérie, :
- Al-Manar[9]
- Al-Aqsa TV
- Al-Quds aujourd'hui
- Canal Watan[10]
- Canal de la Roya
- Chaîne satellite Yarmouk
- Chaîne Al Fajr
- Nous reviendrons
- Plateforme dramatique palestinienne
- Canal Durar

## Critiques et polémiques
La série est utilisée par le mouvement islamiste Hamas, qui contrôle les studios de production et les chaînes de télévision de l'enclave, pour promouvoir sa cause. Selon Ici Beyrouth, elle met à l'honneur des « "héros" [qui] ne sont pas les forces israéliennes, mais les combattants du mouvement islamiste »,.